# Fischer Black

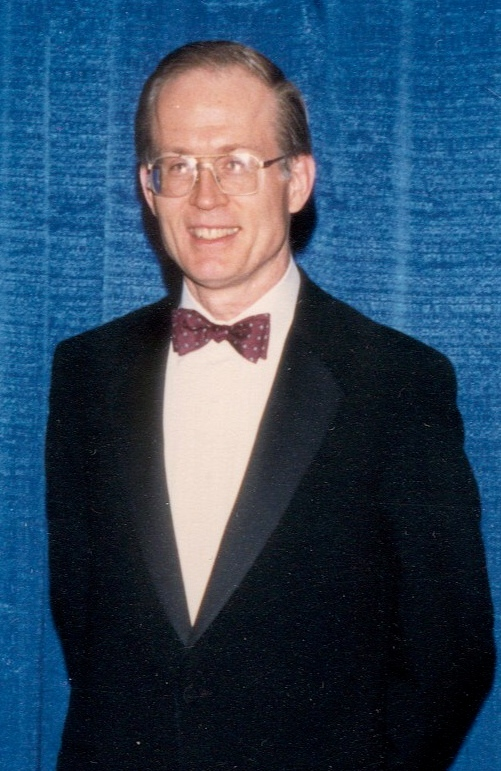
Fischer Black

Fischer Sheffey Black (* 11. Januar 1938 in Georgetown, Washington D.C.; † 30. August 1995 in New York) war ein US-amerikanischer Wirtschaftswissenschaftler. Gemeinsam mit Myron Scholes hat er das Black-Scholes-Modell zur Bewertung von Finanzoptionen entwickelt.

## Leben
Black promovierte 1964 an der Harvard University in angewandter Mathematik, nachdem er 1958 dort seinen Bachelorabschluss in Physik erhalten hatte. Später (ab 1971) arbeitete er als Professor an der Wirtschaftswissenschaftlichen Fakultät der Universität von Chicago und am MIT – Sloan School of Management (ab 1980). Im Jahr 1973 veröffentlichte Black „The Pricing of Options and Corporate Liabilities“. Ab dem Jahr 1984 war er bei der Investmentbank Goldman Sachs beschäftigt. Dort war er auch an der Entwicklung des Black-Derman-Toy-Modells zur Bewertung von Optionsgeschäften sowie des Black-Litterman-Verfahrens beteiligt.
An der Sloan School lernte er Myron Scholes und später Robert C. Merton kennen. Aus dieser wissenschaftlichen Zusammenarbeit heraus wurden Arbeiten über die Bewertung von Aktienoptionen namens Black-Scholes-Modell bekannt. Die Ergebnisse dieser Arbeit führten 1997 zum Alfred-Nobel-Gedächtnispreis für Wirtschaftswissenschaften („Wirtschaftsnobelpreis“). Fischer Black war allerdings zwei Jahre zuvor an Kehlkopfkrebs verstorben und erfuhr im Rahmen der Nobelpreisverleihung eine postume Würdigung.
Der Fischer-Black-Preis wird im Gedenken an ihn verliehen.

## Werk (Auswahl)
- Banking and Interest Rates in a World without Money: the effects of uncontrolled banking, 1970, Journal of Banking Research
- Active and Passive Monetary Policy in a Neoclassical Model, 1972, Journal of Finance
- The Valuation of Option Contracts and a Test of Market Efficiency, mit M.S. Scholes, 1972, Journal of Finance
- Capital Market Equilibrium with Restricted Borrowing, 1972, Journal of Business
- The Capital-Asset Pricing Model: Some empirical tests, mit M. Jensen und M.S. Scholes, 1972, in Jensen, editor, Studies in the Theory of Capital Markets
- The Pricing of Options and Corporate Liabilities, mit M.S. Scholes, 1973, JPE
- The Effects of Dividend Yield and Dividend Policy on Common Stock Prices and  Returns, mit M.S. Scholes, 1974, Journal of Financial Economics
- International Capital Market Equilibrium with Investment Barriers, 1974, Journal of Financial Economics
- Uniqueness of the Price Level in Monetary Growth Models with Rational Expectations, 1974, JET
- The Pricing of Commodity Contracts, 1976, Journal of Financial Econ
- An Approach to the Regulation of Bank Holding Companies, mit M.H. Miller und R. A. Posner, 1978, Journal of Business
- Global Monetarism in a World of National Currencies, 1978, Columbia Journal of World Business
- The Magic in Earnings: economic earnings versus accounting earnings, 1980, Journal of Financial Analysis
- When Is a Positive Income Tax Optimal?, 1981, NBER Working Paper No. W0631
- General Equilibrium and Business Cycles, 1982, NBER Working Paper No. W0950
- The Tax Advantages of Pension Fund Investments in Bonds, 1980, NBER Working Paper No. W053
- Noise, 1986, Journal of Finance
- Equilibrium Exchange Rate Hedging, 1989, NBER Working Paper No. W2947
- Hedging, Speculation, and Systemic Risk, 1989, Journal of Derivatives, Vol. 2, No. 4
- Mean Reversion and Consumption Smoothing, 1989, NBER Working Paper No. W2946